# Comando Jaramillista Morelense 23 de mayo
El Comando Jaramillista Morelense 23 de mayo (CJM-23) es un grupo rebelde y armado en México, apegado a pensamientos agrarios y de izquierda, tomando el nombre del líder agrarista y militar Rubén Jaramillo. Su operativo es una acción clásica de propaganda armada que cumplió un objetivo: divulgar la existencia del comando y su ideario. Una iniciativa ejecutada en un momento de profunda descomposición política en el resto del país, precedida por la realización de pintas que dieron cuenta de la existencia del grupo en distintas pueblos de Morelos.

## Historia
El grupo fue fundado el 24 de mayo del 2004, fecha de su primer comunicado, en el que se atribuye su primer atentado teniendo las demandas de Rubén Jaramillo como base ideológica y «fortaleciendo su legado». El grupo está en contra de la instauración del neoliberalismo en el país, en especial durante la recta final de la presidencia de Vicente Fox, además de estar activo durante las elecciones del 2006, culpando del estancamiento económico del país al Partido de Acción Nacionalista y el Partido Revolucionario Institucional y Partido Verde Ecologista. El atentado se produjo a pocos días del inicio de la III Cumbre de la Unión Europea, América Latina y el Caribe, que se celebrará en Guadalajara.
El grupo también amenaza con reactivar su actividad militar en caso de que las elecciones sean "un amaño" calificando al proceso de un «sacrificio de cientos de revolucionarios y luchadores sociales que perdieron la vida y la libertad en aras de una patria libre, digna y justa para todos». Además llama a la unión de las diversas organizaciones políticas y sociales ya sea desde la clandestinidad y desde todas las perspectivas (ya sean liberales, democráticas, progresistas, revolucionarias, socialistas, etc.) El grupo también llegó a empatar con la candidatura de Andrés Manuel López Obrador y los movimientos civiles pacíficos notables durante las elecciones del 2006, además de solidarizarse con la Revolución bolivariana. El grupo llama a la «resistencia se encuentra en la defensa y transformación democrática» de las instituciones republicanas y, por consiguiente, en la reconstitución del Estado y de la Nación, así como a los miembros de La Otra Campaña.
El 15 de mayo del 2008 el Gobierno Federal y el Sindicato Nacional de Trabajadores de la Educación (SNTE) firmaron la Alianza por la Calidad de la Educación, acuerdo que busca la transformación del modelo educativo por medio de políticas públicas que impulsen una mayor calidad y equidad de la educación en el país. Pero esta medida fue recibida con hostilidad por algunos sectores del magisterio provocando manifestaciones, por supuestamente afectar en sus derechos laborales. El grupo se solidarizo con estas protestas, describiendo la represión El grupo también se opuso a los proyectos carreteros Lerma-Tres Marías, libramiento norponiente y el proyecto siglo 21 con la autopista del sol. El 23 de mayo del 2009 el grupo sacó su comunicado número 19, donde muestra sus simpatías a varios movimientos políticos y sociales que habían sufrido "persecución" por parte del gobierno de Felipe Calderón Hinojosa.

## Actividades
El CJM-23 reivindicó su responsabilidad por la detonación de tres artefactos en las sucursales bancarias  y cuarto artefacto que fue localizado sin estallar en una sucursal de Banamex, Bancomer, Santander Serfin y HSBC, a las afueras de Cuernavaca, Morelos, el 23 de mayo de 2004, el comando forma parte del movimiento guerrillero de pensamiento comunista la Tendencia Democrática Revolucionaria-Ejército del Pueblo. También se atribuyó haber puesto una ofrenda en el busto de Rubén Jaramillo, ubicado en la ciudad de Jiutepec. El ataque lo realizó en conmemoración de la muerte de Rubén Jaramillo, además de criticar fuertemente al gobierno de Vicente Fox y al gobernador de Morelos, Sergio Estrada Cajigal acusando a su administración de corrupta e ineficiente.
Los atentados dijeron haberse llevado a cabo en contra de la corrupción de los dirigentes gubernamentales: Sergio Estrada Cajigal, gobernador de Morelos y Vicente Fox, presidente de México. El CJM-23 afirma no ser un movimiento terrorista, declarando que no tienen interés en perjudicar a civiles. En los siguientes comunicados se pronunciaron por la muerte de los activistas como Gregorio Sánchez Mercado, en el estado de Guerrero y Pavel González en la Ciudad de México, además de acusar al sistema neoliberal de "empobrecer a las organizaciones autóctonas". El grupo también critica la presidencia de Vicente Fox y las políticas económicas y sociales que se desarrollaban durante el gobierno del PAN y el PRI.
El 23 de octubre del 2005 un explosivo casero detonó frente a una sucursal de BBVA en el municipio de Temixco, Morelos, causando daños materiales a otros establecimientos en un radio de 30 metros y dejando a un atacante con heridas leves. También se desactivo otro explosivo y dos personas fueron detenidas, pero liberadas al día siguiente
El grupo se atribuyó la responsabilidad del ataque, aunque las autoridades que investigaron el incidente no descartaron la posibilidad de un robo a los cajeros.